# Цалик, Станислав Николаевич
Станислав Николаевич Цалик (23 июля 1962 г., Киев) — украинский писатель, эссеист, сценарист, историк.
Член Украинской Киноакадемии (2017). Член Ассоциации европейских журналистов (2013). Член Национального Союза кинематографистов Украины (1997).
Лауреат Художественной премии «Киев» имени Ивана Миколайчука в области киноискусства (2016).
Автор книг, а также более 1000 статей, посвящённых малоизвестным страницам истории Киева и Украины, жизни выдающихся исторических деятелей.

## Биография
Родился и живёт в Киеве. Среднее образование получил в школе № 48 (1969—1977) и в общеобразовательной политехнической школе № 178 (1977—1979). Имеет два высших образования. Первое, по специальности экономическая кибернетика, получил в 1985 году в Украинской сельхозакадемии. В 1996 году закончил Всероссийский государственный институт кинематографии имени С. А. Герасимова, сценарная мастерская нар.арт. России профессора Валентина Черных.

## Творческая деятельность
Работает в документальном жанре. Сфера его интересов — история Киева, история национальных общин, малоизвестные страницы истории Украины. Исследует не столько политические или военные коллизии, сколько быт и повседневную жизнь людей в разные исторические периоды. Работает с мемуарами — печатными и устными, архивными источниками, периодикой разных лет, фотодокументами, артефактами.
Творческий метод Станислава Цалика характеризуется умением отобрать из прошлого интересные и, как правило, малоизвестные сюжеты, выявить в них неисследованные аспекты, точно передать ход событий, провести неожиданные, но убедительные параллели и связи. Его публикации насыщены разнообразным фактажем, интересными деталями и напоминают расследование. В организации исторического повествования успешно использует приёмы драматургии.
В периодике выступает с мая 1992 года. автор более 1000 историко-документальных эссе, опубликованных в ведущих масс-медиа Украины.
В разные времена вёл авторские исторические и краеведческие рубрики: «Український слід» («Газета по-українськи»), «Паралелі» (журнал «Країна»), «Українікум» (еженедельник «Kyiv Weekly»), «Ретро» (газета «Капитал»), «Кіевъ» (портал «Большой Киев»), «Перший мільйон» (еженедельник «Коментарі»), «Ретро» («Газета по-киевски»), «Потребительские аппетиты» (еженедельник «Власть денег»), «Жінки та політика» (журнал «Президент») и т. д. Был колумнистом изданий «Главред», «Известия в Украине» и других.
Ныне ведёт исторический блог на Би-Би-Си/Украина (http://www.bbc.com/ukrainian). 
Публикуется на украинском, русском, польском, английском языках.
Исторический путеводитель «Евпатория: Прогулки по Малому Иерусалиму» (2007) выдержал несколько изданий и стал бестселлером в Крыму. В 2012 году увидело свет новое издание этого путеводителя — расширенное и переработанное. Презентация нового издания в Киеве состоялась 4 сентября 2012 года в книжной кофейне «Бабуин».
Книга «Таємниці письменницьких шухляд. Детективна історія української літератури» (2010, соавт.) имела огромный резонанс, став одним из самых ярких литературных явлений 2010—2011 годов в стране. Презентация состоялась в Национальном музее литературы Украины 4 ноября 2010 года.
Википедия: Таємниці письменницьких шухляд
Книга «Киев: конспект 70-х» (2012) стала первым изданием, полностью посвящённым повседневной жизни Киева и киевлян в 1970-е годы. Презентация состоялась 31 марта 2012 года в Украинском доме. Книга вошла в шорт-лист и стала номинантом XIV Всеукраинского рейтинга «Книжка року» (2012).
Видео презентации: https://www.youtube.com/watch?v=8lLBtXP6DxA&feature=youtu.be
Книга «Інший Київ» (2012, соавт.) представляет собой альтернативный путеводитель по современной столице Украины, изданный параллельно на двух языках — украинском и английском. Автор раздела «Місто багатьох барв» — экскурсионного пешеходного маршрута, посвящённого истории национальных общин Киева. Презентация книги состоялась в Киеве 21 мая 2012 года в книжной кофейне «Бабуин».
Книга «Veni, Vidi, Scripsi: Де, як і чому працюють українці» (2014, соавт.) представляет десять лучших художественных репортажей украинских авторов по результатам всеукраинского конкурса репортажей «Самовидец». Автор репортажа «Геракл відпочивав давно. Хроніки довоєнного відпочинку» о Крыме и его жителях накануне аннексии полуострова Россией. Презентация состоялась в сентябре 2014 года во Львове в рамках XXI Форума издателей.
Последняя по времени книга «Наш Крим: неросійські історії українського півострова» (2016, соавт.) является сборником публицистики о Крыме. Материалы охватывают период от становления Крымского ханства до восстановления украинской независимости в 1991 году. Автор трёх статей:«Решилися Мы взять под державу Нашу полуостров Крымский», «Росії заборонили мати флот на Чорному морі», «Дерев’яний паркан відділяв чоловічий пляж від жіночого». Презентация книги состоялась в Киеве 20 января 2017 года в Украинском национальном информационном агентстве «Укринформ».
Видео презентации: https://www.youtube.com/watch?v=WrmFFqG3qP4
Автор более 30 сценариев для телевидения и кино. Исторический консультант многих телециклов, посвящённых киевской старине.
В 1994—1995 гг. — автор и ведущий телепрограммы о кино «Фильмоскоп» (канал УТ-3).
1994 — автор сценария полнометражного художественного фильма «Judenkreis, або Вічне колесо» (85', реж. Василь Домбровский, Национальная к/ст. им. А. Довженко, 1997, Украина)
Просмотр фильма: http://megogo.net/ru/view/17945-yudenkrays-ili-vechnoe-koleso.html
2013 — автор сценария полнометражного документального фильма «Голлівуд над Дніпром. Сни з Атлантиди» (89', реж. Олег Чёрный, Директория кино, 2014, Украина)
Премьера фильма состоялась в июле 2014 года на Одесском международном кинофестивале.
Официальный трейлер: https://www.youtube.com/watch?v=eeBRjJb4bbc
Страница на IMDb: https://www.imdb.com/title/tt6289546/
Статья о фильме в журнале The Hollywood Reporter: http://www.hollywoodreporter.com/review/hollywood-dnieper-dreams-atlantis-gollivud-724142
Страница на Википедии: Голівуд над Дніпром. Сни з Атлантиди
2015 — участие (архивные материалы) в документальном полнометражном фильме «Golos: Ukrainian Voices» (70', реж. Доля Гавански, Thea Films, 2015, Великобритания)
Официальный трейлер: https://www.youtube.com/watch?v=-A3LIDtHcXU
Страница на IMDb: https://www.imdb.com/title/tt4706694/
2017 — автор сценария полнометражного документального фильма «З Бабиного Яру на свободу» (89', реж. Олег Чёрный, Pronto Film, Украина)
2018 — исторический консультант анимационного фильма «Любов і революція у Києві 1918-го: розповідь телеграфістки» (3’15'', авторы Марта Шокало, Евгения Шидловская, Ирена Таранюк, художник-аниматор Luis Ruibal, звуковой монтаж Alejandro Lovera, ВВС).
Просмотр фильма: http://www.bbc.com/ukrainian/media-42768860
2018 — спикер в 3-серийном документальном фильме «Щит и меч» (реж. Jamie Doran, Германия-Франция)
2018 — автор и исполнитель закадрового исторического комментария к отреставрированному документальному фильму Михаила Кауфмана «Навесні» (54', ВУФКУ, 1929). DVD с комментированным фильмом является составной частью книги «Михаїл Кауфман: українська дилогія» (Национальный центр Александра Довженко, 2018) http://www.dovzhenkocentre.org/product/57/ Архивная копия от 11 июня 2018 на Wayback Machine
Премьера фильма «Навесні» с авторским «живым» закадровым комментарием состоялась на VIII Международном фестивале «Книжковий Арсенал» в Киеве 2 июня 2018 года. http://www.dovzhenkocentre.org/event/271/ Архивная копия от 12 июня 2018 на Wayback Machine

## Увлечения
Как краевед много путешествует по Украине. Периодически устраивает исторические прогулки по старому Киеву, на которых рассказывает о малоизвестных деталях из прошлого украинской столицы. Коллекционирует артефакты киевской истории XX в. Меломан, поклонник бардовских песен. Увлекается фотографией.

## Успехи
- Диплом Министерства культуры Украины за лучший киносценарий года (1994).
- Победитель 1-го Всеукраинского журналистского конкурса «СМИ за межэтническую толерантность и консолидацию общества» (2005).
- Поощрительная грамота II конкурса художественных репортажей «Самовидець» (2013).
- Лауреат Художественной премии «Киев» имени Ивана Миколайчука в области киноискусства за сценарий полнометражного документального фильма «Голливуд над Днепром. Сны из Атлантиды» (2016).

## Книги
- 100 великих украинцев. — Москва: Вече, Киев: Орфей, 2002. (соавтор)
- 100 найвідоміших українців. — К.: Автограф, Орфей, 2005. (соавтор)

электронная версия книги: https://web.archive.org/web/20120213054522/http://ebk.net.ua/Book/biographies/100nu/index.htm
- Куля в Максима Рильського: Невідоме з життя літературних класиків. — К.: Перше вересня, 2005 (соавтор).
- Kyiv. Travel Guide. — К.: Uniwell Production, 2005.
- Евпатория: Прогулки по Малому Иерусалиму. — Симферополь: Оригинал-М, 2007.
- Таємниці письменницьких шухляд. Детективна історія української літератури — К.: Наш час, 2010 (соавтор). Второе издание — 2011.

подробнее о книге: Таємниці письменницьких шухляд
- Киев: конспект 70-х. — К.: ВАРТО, 2012.

подробнее о книге: https://web.archive.org/web/20120418134801/http://zn.ua/SOCIETY/zhivaya_istoriya_kieva,___ili_pronzitelnyy_konspekt_1970-h-100067.html http://www.kommersant.ua/doc/1918698 http://2000.net.ua/weekend/gorod-sobytija/khronograf/79795 (недоступная+ссылка)
- Інший Київ. Альтернативний путівник Києвом. / Different Kyiv. Alternative Guide to Kyiv. — К.: Фундація Центр Сучасного Мистецтва, 2012 (соавтор)

электронная версия книги в формате pdf: http://arttemenos.files.wordpress.com/2012/05/anna_lisyuk-inshy_kiiv.pdf
- Евпатория: Прогулки по Малому Иерусалиму. Новое издание. — Симферополь: Бизнес-Информ, 2012 (издание расширенное и переработанное).

подробнее о книге: http://www.kalamit.info/index.php?p=news&newsid=7194
- Veni, Vidi, Scripsi: Де, як і чому працюють українці. — Киев: Темпора, 2014 (соавтор)
- Наш Крим: неросійські історії українського півострова. — Киев, К.І.С., 2016 (соавтор)

## Интервью
- Про київські страхи, легенди та таємниці
- На Контрактовой площади встречались барон Мюнхаузен и Григорий Сковорода (укр.)
- Ст. Цалик о мультикультурных традициях Киева // Сайт tolerancja.pl  (пол.)
- Станислав Цалик: «Какой ландшафт — такие и люди» (рус.)
- Станислав Цалик в проекте «Люди в городе» // НашКиев.ua  (рус.)
- Схватить историю за рукав // газета День. — 2011.
- Малый Иерусалим на Западном побережье Крыма // сайт risu.org.ua (укр.)
- Видеоролик о презентации книги «Киев: конспект 70-х» — интервью с автором (рус.)
- Фрагмент лекции «Київ шиплячої доби: від Шелеста до Щербицького. Парадний і непарадний бік столиці УРСР», прочитанной в книжном магаэине «Є» 7 июня 2012 г. Съёмка телеканала ТВі (укр.)

Художественный фильм «Judenkreis, або Вічне колесо» (1996) по сценарию С. Цалика. // Национальная киностудия им. А. Довженко, 75 мин., реж. В. Домбровский. Главные роли: Б. Ступка, К. Степанков, Т. Яценко, А. Богданович, С. Круть.
- (укр.)
- Станислав Цалик: «У конфликта на Донбассе отсутствует история» // https://web.archive.org/web/20151225051300/http://uisgda.com/ru/novosti/1074-stanislav-tsalik-u-konflikta-na-donbasse-otsutstvuet-istoriya/

- Yevpatoria: Crimea’s microcosm. An interview with Stanislav Tsalyk // New Eastern Europe, #2, 2018, p.111-116.

Режим доступа: http://neweasterneurope.eu/2018/02/26/yevpatoria-crimeas-microcosm/